# Лянцкорона

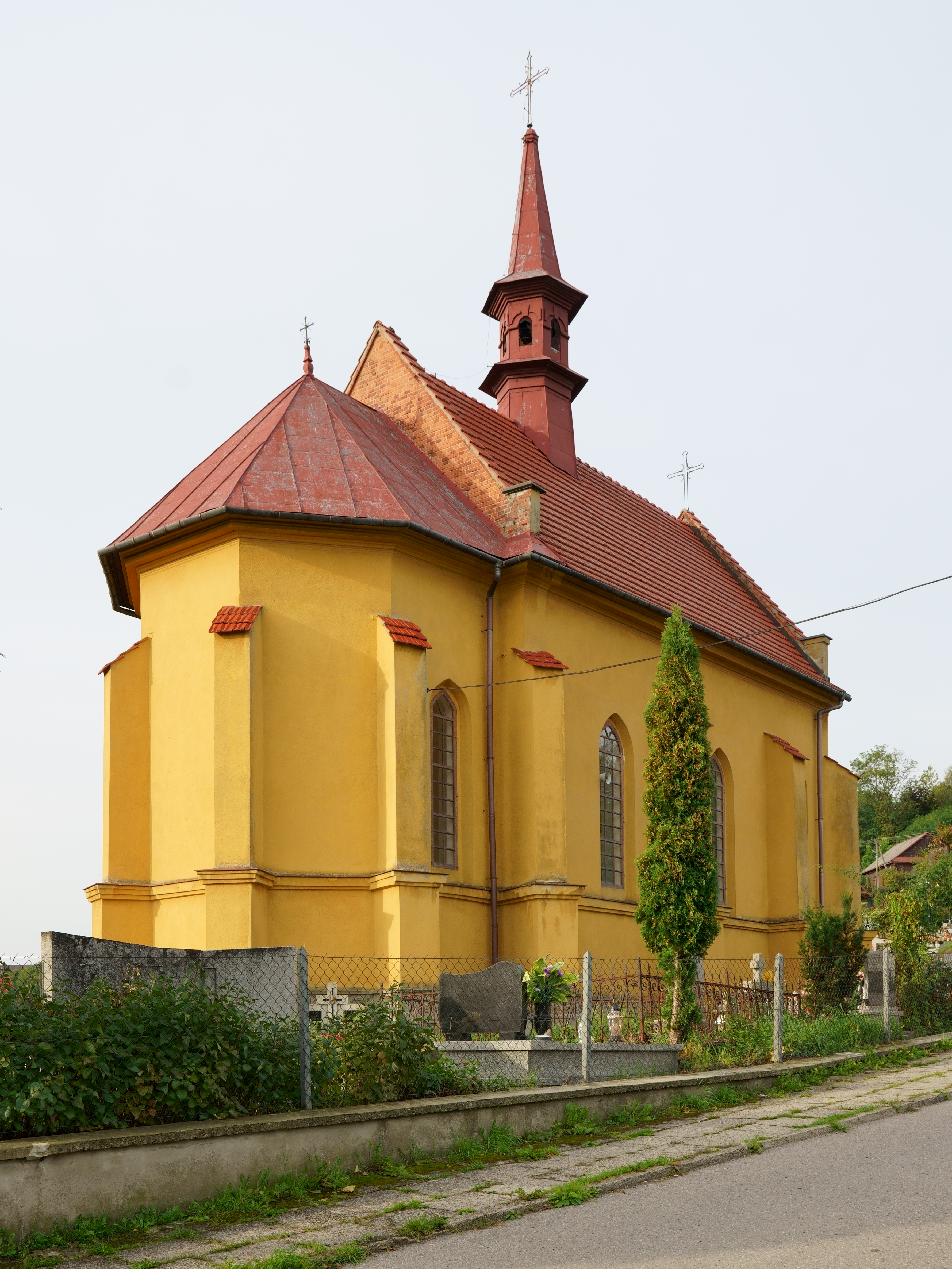
Каплиця св. Хреста на цвинтарі в Лянцкороні

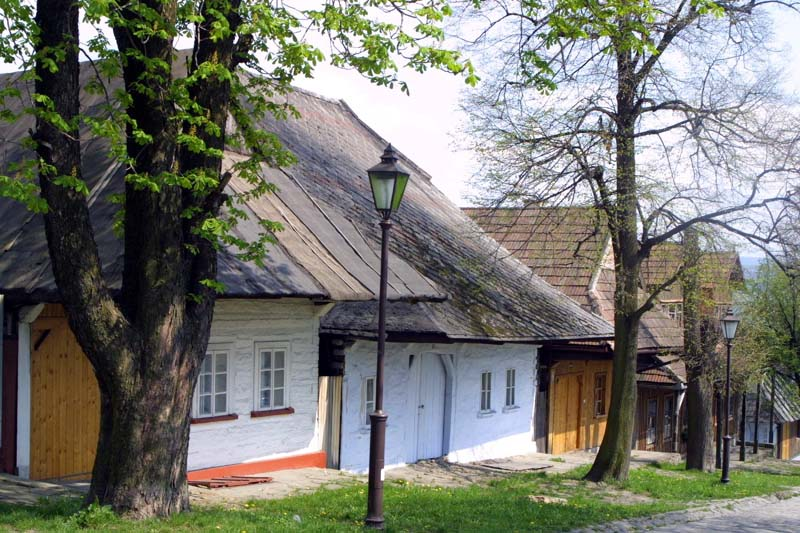
Історична забудова пл.Ринек

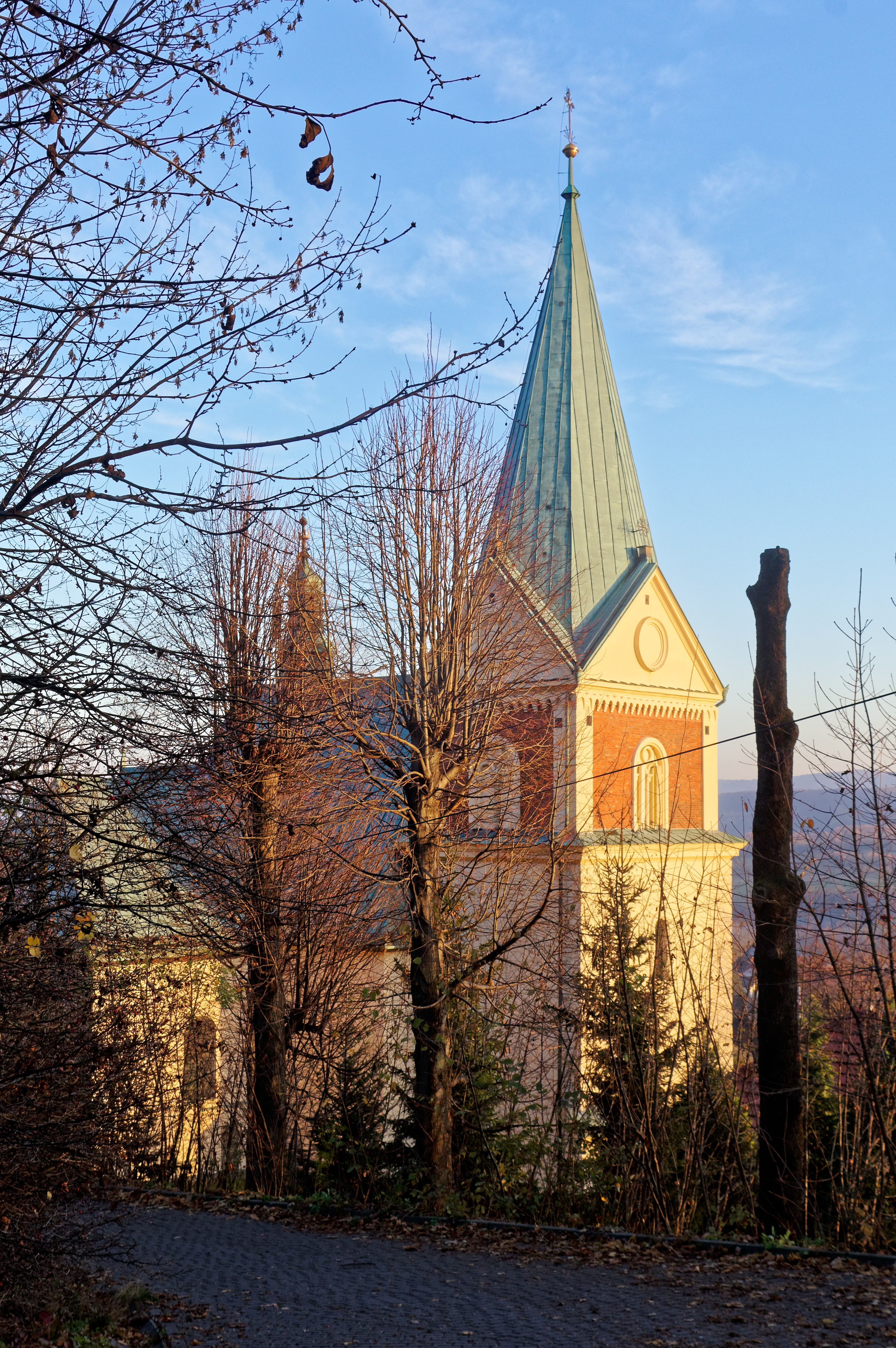
Парафіяльний костел св. Івана Хрестителя в Лянцкороні

Лянцкорона (пол. Lanckorona) — село в Польщі, у гміні Лянцкорона Вадовицького повіту Малопольського воєводства.
Населення — 2066 осіб (2011).

## Розташування
Згідно з фізико-географічним районуванням Польщі за Єжи Кондрацьким, Ланцкорона розташована в Передгір’ї Велички. Воно розташоване за 30 км на південь від Кракова, на середній висоті 545 м над рівнем моря. Будинки та сільськогосподарські угіддя Ланцкорони розташовані в долині Скавінка та на схилах Ланцкоронської гори. Ґміна Ланцкорона є частиною Вадовицького повіту, розташованого в Малопольському воєводстві. Ґміна складається з п’яти сіл: Лянцкорона, Іздебнік, Ястшембя, Підчим’є та Скавінка. Загальна площа гміни становить 40,5 км², включаючи саму Лянцкорону, розташовану на південно-східному схилі Лянцкоронської гори (545 м) і займає площу 11,8 км².
У Лянцкороні 41 вулиця: 3 Мая, 70-річчя Незалежності Польщі, Бандури, Цегелня, Чиха, Дембова, Гуральська, Гронова, Ягеллонська, Яворкова, Юзефа Пілсудського, Кальварійська, Кардинала Кароля Войтили, Казімежа Великого, Кепа, Конфедерації Барських, Краківська, Легіонерів, Лісова, Льоншницька, Лавки, Садова, Палецька, Пяскова, Підгурська, Полна, Ринек, Сонячні тераси, Прогулянкова, Спортивна, Стефана Чарнецького, Шкільна, Св. Івана, св. Марка, Швєнтокшиська, Таргова, Тондири, Відокова, Заціше, Замкова.
Формально більшість назв вулиць було введено постановою Ради гміни Лянцкорони від 30 листопада 2016 року. До 2016 року не було вулиць Кардинала Кароля Войтили та Сонячні Тераси.

## Історія
У 1366–1934 роках Ланцкорона мала права міста.
Лянцкорона входила наприкінці 16 століття до тенуту Щижицького повіту Краківського воєводства.
У селі збереглася первісна дерев'яна забудова другої половини ХІХ ст.
У 1975-1998 роках село належало до Бельського воєводства, підпорядковувалося районній адміністрації у Вадовицях.

## Пам'ятки
Історичні споруди, занесені до реєстру пам'яток:
-приходська церква вул. Івана Хрестителя з 14 ст.;
-римсько-католицький цвинтар з каплицею другої половини ХІХ ст.;
-руїни замку (перша половина XIV ст.);
- 8 дерев’яних будиночків на площі Ринок (після зміни адреси у 2016 р. розташовані за №№ 17, 23 – будинок музею Антонія Краєвського, 27, 35, 41, 45, 57 та 61). Будинки походять з 19 століття, за винятком будівлі на Ринку 17, яка була зведена в першій половині 19 століття;
-2 дерев'яні будинки по вул. Швєнтокшиській, 5 і 13 (обидві з 1870 р.).
Історичні будівлі, занесені до муніципального реєстру пам'яток:
-те саме, що в реєстрі пам'яток;
-мурована каплиця св. Йосифа з дитям з 1913 року;
- каплиця при дорозі на Іздебник середини 19 ст.;
- каплиця на перехресті вулиць Конфедератів Барських і Краківської з першої половини ХІХ ст. 19 століття;
- каплиця на вул. Краківській з першої пол 19 століття;
- каплиця на вул. Кальварійській біля будинку 128 ( ХІХ/ХХ ст.);
- каплиця на вул. Кальварійській (з І пол 19 століття);
- каплиця на вул. Барських конфедератів (з 1910 р.);
- каплиця при дорозі на Скавинку (вул. Палецька) (18-19 ст.);
- скульптура св. Флоріана (з 19 ст.);
- Вілла Тадеуша на вул. Легіонерів 1 (з 1-ї пол. 20 століття);
- Вілла Моджевювка  на вул. 28 легіонерів (з 1-ї пол. 20 століття);
- 3 будівлі по вул. Тихій;
- 3 будівлі по вул. Чарнецькєго;
- 13 будинків по вул. Ягеллонській;
- 9 будинків по вул.Св.Яна;
- 3 будівлі по вул. Кальварійській;
- 5 будинків по вул. Казимира Великого;
- 2 будівлі по вул. Краківській;
- 2 будівлі (сараї) по вул. Св.Марка;
- 9 будинків по вул. Пілсудського;
- 2 будівлі по вул. Подгурській;
- 14 будинків на площі Ринек (загалом 22 будинки, занесені до реєстру пам’яток);
- 24 будинок по вул. Свєнтокшиській (всього 26 будівель, занесених до реєстру пам'яток);
- 9 будинків по вул. Торговій;
- 1 будинок по вул. Заціше;
-16 будинків по вул. Замковій;
-ворота огорожі по вул. Заціше;
- 3 криниці з 1-ї пол 20 ст.(знаходяться на площі Ринеок, на вул. Ягеллонській, Краківській/Шкільній).
Загалом до міського реєстру пам’яток внесено: руїни замку, церкву, цвинтарну каплицю, кладовище, 8 каплиць, скульптуру, 127 будівля (будинки, господарські будівлі, комори), 2 брами та 3 свердловини.

## Демографія
Демографічна структура станом на 31 березня 2011 року:
|          | Загалом | Допрацездатний вік | Працездатний вік | Постпрацездатний вік |
| -------- | ------- | ------------------ | ---------------- | -------------------- |
| Чоловіки | 1033    | 245                | 700              | 88                   |
| Жінки    | 1033    | 218                | 621              | 194                  |
| Разом    | 2066    | 463                | 1321             | 282                  |